# Kennington, London
Ej att förväxla med Kensington.
Kennington är ett samhälle i Storbritannien.   Det ligger i grevskapet Greater London och riksdelen England, i den södra delen av landet, i huvudstaden London. Kennington ligger 8 meter över havet och antalet invånare är 4 000.
Terrängen runt Kennington är platt. Runt Kennington är det mycket tätbefolkat, med 6 959 invånare per kvadratkilometer. Närmaste större samhälle är City of London, 2,9 km norr om Kennington. Runt Kennington är det i huvudsak tätbebyggt.